# رنه گودر
رنه گودر (انگلیسی: René Guder؛ زادهٔ ۶ سپتامبر ۱۹۹۴) بازیکن فوتبال اهل آلمان است.
از باشگاه‌هایی که در آن بازی کرده‌است می‌توان به باشگاه فوتبال هولشتاین کیل اشاره کرد.